# 앤서니 펙
앤서니 펙(Anthony Peck, 1947년 3월 20일 ~ 1996년 7월 30일)은 미국의 배우이다.
영스타운에서 태어났으며 베벌리힐스에서 사망하였다. 사인은 암이다.

## 출연 작품
- 섹스 중독자의 고백 (2001년)
- 다이 하드 3 (1995년) - 릭키 월쉬 역
- 스피더 (1994년)
- 에너미 위딘 (1994년)
- 트랙커 (1993년)
- 사선에서 (1993년)
- 마지막 액션 히어로 (1993년)
- 붉은 10월 (1990년)
- 다이 하드 (1988년)
- 여자를 쫓는 남자 (1985년)

### 텔레비전
- 우리 생애 나날들 (1965년)
- 낫츠 랜딩 (1979년)